# Tả Phìn, Sa Pa
Tả Phìn là một xã thuộc thị xã Sa Pa, tỉnh Lào Cai, Việt Nam.

## Địa lý

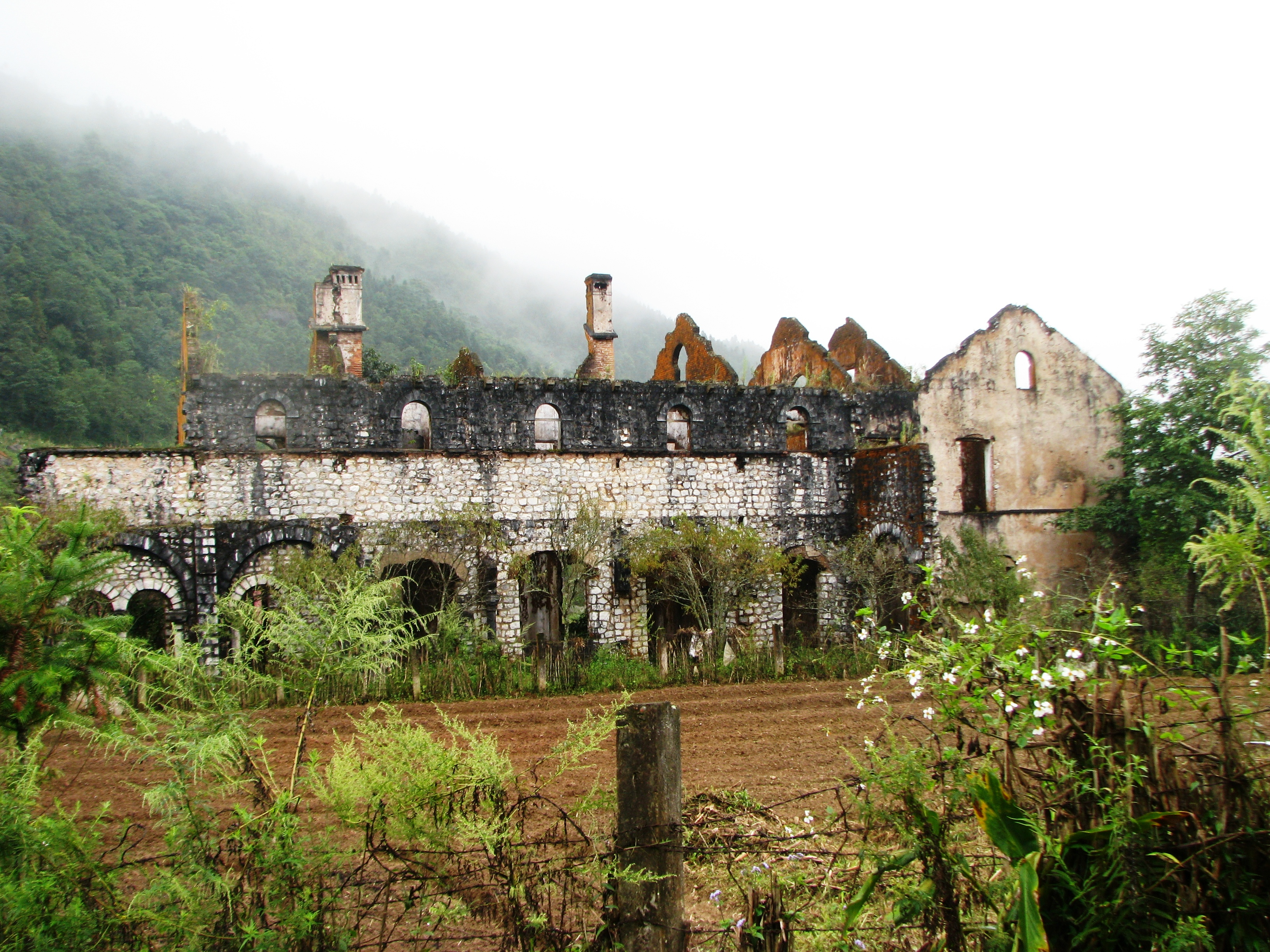
Phế tích một tu viện thời Pháp ở xã Tả Phìn

Xã Tả Phìn nằm ở phía bắc thị xã Sa Pa, có vị trí địa lý:
- Phía đông giáp xã Trung Chải
- Phía tây giáp xã Ngũ Chỉ Sơn
- Phía nam giáp các phường Hàm Rồng, Phan Si Păng và Ô Quý Hồ
- Phía bắc giáp huyện Bát Xát.

Xã có diện tích 27,08 km², dân số năm 2017 là 3.198 người, mật độ dân số đạt 118 người/km².

## Hành chính
Xã Tả Phìn được chia thành 6 thôn: Can Ngài, Giàng Tra, Lủ Khấu, Sả Xéng, Suối Thầu, Tả Chải.

## Lịch sử
Trước đây, Tả Phìn là một xã thuộc huyện Sa Pa.
Ngày 11 tháng 9 năm 2019, Ủy ban Thường vụ Quốc hội ban hành Nghị quyết 767/NQ-UBTVQH14 về việc thành lập thị xã Sa Pa trên cơ sở toàn bộ diện tích và dân số của huyện Sa Pa, xã Tả Phìn thuộc thị xã Sa Pa như hiện nay.